# Atlanta (Schiff, 1941)
Die USS Atlanta war ein Leichter Kreuzer der United States Navy und wurde als erstes derartiges Schiff mit 6.000 ts Standardverdrängung bei der Federal Shipbuilding and Drydock Company in Kearny, New Jersey, gebaut. Ihr wurde die Rumpfnummer CL-51 zugeteilt. Sie gehörte der nach ihr benannten Atlanta-Klasse an.

## Geschichte
Nach ihrer Indienststellung am 24. Dezember 1941 erfolgte ihre Jungfernfahrt entlang der amerikanischen Atlantikküste. Anfang April 1942 setzte sie Kurs auf den Pazifik.
Ihr erster Einsatz während des Pazifikkriegs war die Begleitung eines Konvois im Südpazifik. Anschließend wurde sie der Einsatzgruppe mit den Flugzeugträgern Enterprise und Hornet zugeteilt, mit der sie im Juni 1942 an der Schlacht um Midway teilnahm.
Mitte Juli 1942 verließ das Schiff Pearl Harbor, um an Operationen im Südpazifik teilzunehmen. Zu Beginn der Schlacht um Guadalcanal Anfang August fuhr sie Geleitschutz für die Flugzeugträger, die die Landungen auf Guadalcanal und Tulagi unterstützten.
Später im Monat begleitete die Atlanta die Enterprise in die Schlacht bei den Ost-Salomonen und schützte die Saratoga, nachdem diese von einem japanischen Torpedo getroffen worden war.

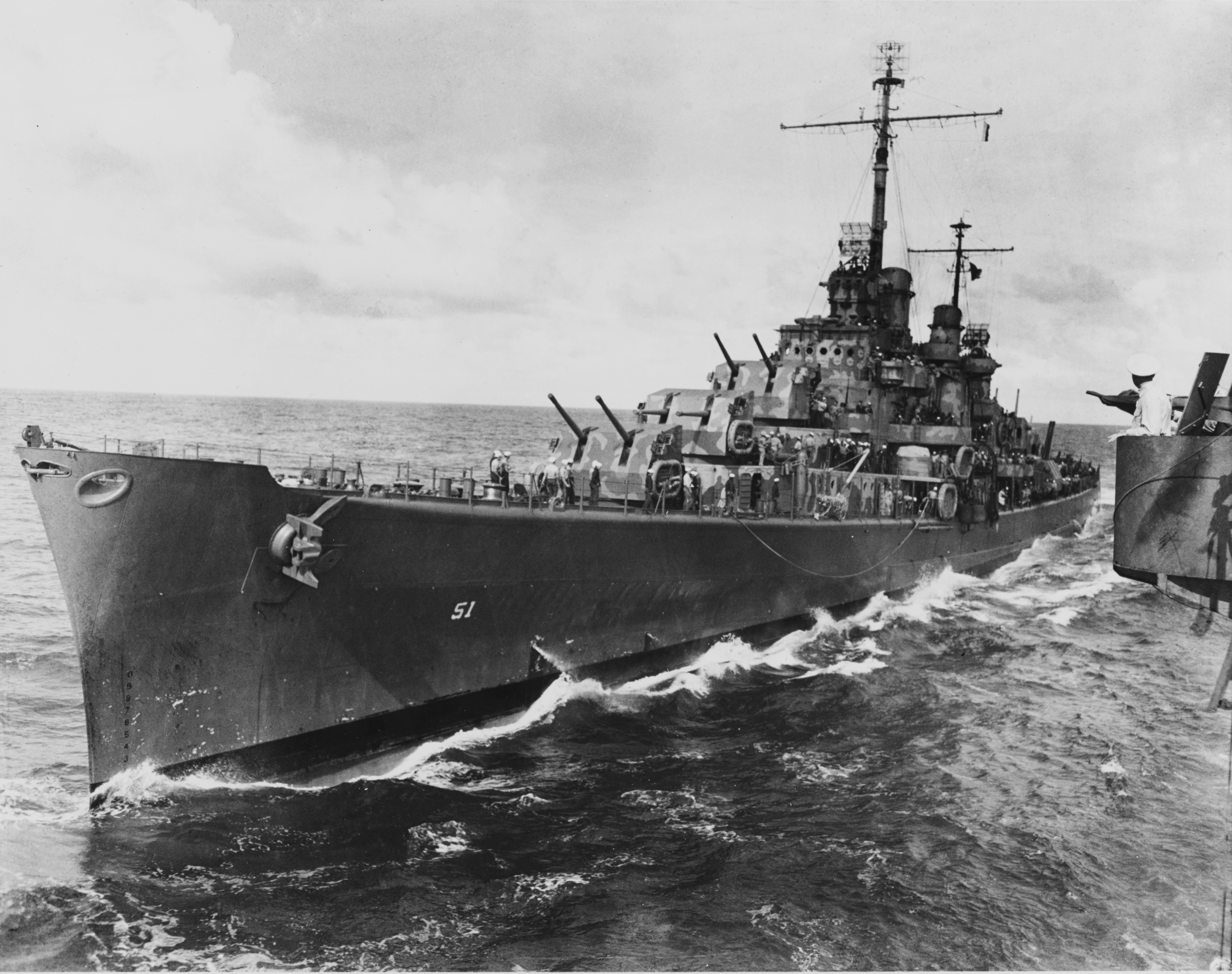
Die Atlanta nähert sich der San Francisco, um Treibstoff zu übernehmen

In den nächsten Monaten war ihre Hauptaufgabe der Schutz von kleineren Einheiten während der anhaltenden Schlacht um Guadalcanal. Nach der Schlacht bei den Santa-Cruz-Inseln, an der sie nur entfernt beteiligt war, zogen sie ihre Einsätze immer näher an die Hauptinsel. Am 30. Oktober bombardierte die Atlanta japanische Stellungen auf Guadalcanal mit ihren Geschützen und etwa zwei Wochen darauf beschossen ihre Flak-Geschütze japanische Flugzeuge, die amerikanische Transport- und Nachschubschiffe angriffen.
In der Nacht vom 12. auf den 13. November 1942 war die Atlanta Flaggschiff einer Einsatzgruppe unter Konteradmiral Norman Scott, die aus Kreuzern und Zerstörern bestand und den Auftrag hatte, japanische Schiffe abzufangen, die den Flugplatz Henderson Field auf Guadalcanal bombardieren wollten. Die folgende Seeschlacht von Guadalcanal war ein chaotisches Gefecht, das in schlechtem Wetter bei nur geringer Sichtweite ausgetragen wurde. Sie gilt als eine der brutalsten Seeschlachten des Zweiten Weltkriegs und beide Seiten erlitten hohe materielle und personelle Verluste. Die Atlanta erlitt durch einen japanischen Torpedotreffer, sowie weiteres Artilleriefeuer feindlicher und eigener Schiffe, schwere Schäden. Konteradmiral Scott wurde bei den Angriffen getötet. Obwohl die Mannschaft den ganzen Tag des 13. November versuchte, das Schiff zu retten, wurde es am Nachmittag auf Anordnung ihres Kommandanten aufgegeben und versenkt.
Die Atlanta liegt auf ihrer Backbordseite vor Lunga Point im als Ironbottom Sound bekannten Savo Sound. Das Wrack wurde in den Jahren 1991 und 1992 mit Hilfe von ROVs untersucht. Taucher haben später das Schiffswrack aufgesucht. 2011 wurde die in 130 m Tiefe liegende Atlanta erneut betaucht und gefilmt. Aus dem Filmmaterial entstand die Dokumentation Return to the USS Atlanta.